# مسابقة أفلام الإمارات
مسابقة أفلام الإمارات هي مسابقة أفلام سنوية ينظمها مهرجان أبوظبي السينمائي أنطلقت في العام 2001. كمسابقة للأفلام القصيرة بمشاركة تقتصر على مواطني دولة الإمارات العربية المتحدة فقط. وفي عام 2008، أصبحت جزءاً من مهرجان الشرق الأوسط السينمائي الدولي. في عام 2009، فتح المُنظِّمون باب المشاركة أمام جميع المُقيمين في دول مجلس التعاون الخليجي.